# 타이창시
타이창시(한국어: 태창시, 중국어: 太仓市, 병음: Tàicāng Shì)는 중화인민공화국 장쑤성 쑤저우 시의 행정구역이다. 상하이에서 북서쪽으로 64km 떨어져있고 쑤저우에서 동쪽으로 64km 떨어져있다. 넓이는 642km2이고, 인구는 2007년 기준으로 460,000명이다. 총 GDP는 528억 위안(77억 달러)에 달했고 1인당 GDP는 79449위안(11632달러)에 달했다. 타이창은 중국의 경쟁력있는 100개의 현급시 중 계속 10위 안에 들고 있다.

## 역사
도시의 역사는 삼국시대로 거슬러 올라간다. 동오는 이 지역에 농산물 저장 시설을 지었다. 타이창은 "커다란 창고"를 뜻한다. 타이창은 천연의 해항으로 항구 도시로 발전해왔다. 원나라 때 도시는 절정에 달하여 세계 제1의 항구가 되었고 명나라 때까지 이어졌다. 타이창은 정화가 세계로의 항해를 위해 출항하던 장소가 되었다.

## 지리
타이창은 양쯔강 삼각주의 퇴적 평원에 위치한다. 지역 전체는 평평하고 남서쪽으로 약간 기울어져있다. 타이창 항은 도시의 동쪽이자 양쯔 강 하구의 남쪽에 위치한다. 항구 라인은 38.8km 뻗어있고 그 중 25km는 5만톤의 배가 정박할 수 있다. 타이창은 아열대성 습윤 기후로 사계절이 뚜렷하다. 연평균 기온은 15.5도이고 연평균 강수량은 1078.1mm이다.

### 기후
| Taicang (1981−2010)의 기후                     | Taicang (1981−2010)의 기후 | Taicang (1981−2010)의 기후 | Taicang (1981−2010)의 기후 | Taicang (1981−2010)의 기후 | Taicang (1981−2010)의 기후 | Taicang (1981−2010)의 기후 | Taicang (1981−2010)의 기후 | Taicang (1981−2010)의 기후 | Taicang (1981−2010)의 기후 | Taicang (1981−2010)의 기후 | Taicang (1981−2010)의 기후 | Taicang (1981−2010)의 기후 | Taicang (1981−2010)의 기후 |
| 월                                             | 1월                        | 2월                        | 3월                        | 4월                        | 5월                        | 6월                        | 7월                        | 8월                        | 9월                        | 10월                       | 11월                       | 12월                       | 연간                       |
| ---------------------------------------------- | -------------------------- | -------------------------- | -------------------------- | -------------------------- | -------------------------- | -------------------------- | -------------------------- | -------------------------- | -------------------------- | -------------------------- | -------------------------- | -------------------------- | -------------------------- |
| 역대 최고 기온 °C (°F)                         | 21.3 (70.3)                | 26.3 (79.3)                | 28.9 (84.0)                | 33.8 (92.8)                | 35.6 (96.1)                | 37.4 (99.3)                | 38.7 (101.7)               | 39.0 (102.2)               | 37.4 (99.3)                | 32.9 (91.2)                | 28.4 (83.1)                | 22.5 (72.5)                | 39.0 (102.2)               |
| 일평균 최고 기온 °C (°F)                       | 7.7 (45.9)                 | 9.5 (49.1)                 | 13.5 (56.3)                | 19.5 (67.1)                | 25.1 (77.2)                | 28.1 (82.6)                | 32.1 (89.8)                | 31.5 (88.7)                | 27.6 (81.7)                | 22.7 (72.9)                | 16.9 (62.4)                | 10.6 (51.1)                | 20.4 (68.7)                |
| 일일 평균 기온 °C (°F)                         | 3.7 (38.7)                 | 5.4 (41.7)                 | 9.2 (48.6)                 | 14.8 (58.6)                | 20.3 (68.5)                | 24.1 (75.4)                | 28.2 (82.8)                | 27.7 (81.9)                | 23.6 (74.5)                | 18.3 (64.9)                | 12.4 (54.3)                | 6.1 (43.0)                 | 16.2 (61.1)                |
| 일평균 최저 기온 °C (°F)                       | 0.7 (33.3)                 | 2.2 (36.0)                 | 5.7 (42.3)                 | 10.9 (51.6)                | 16.3 (61.3)                | 20.9 (69.6)                | 25.1 (77.2)                | 24.7 (76.5)                | 20.5 (68.9)                | 14.6 (58.3)                | 8.7 (47.7)                 | 2.7 (36.9)                 | 12.7 (55.0)                |
| 역대 최저 기온 °C (°F)                         | −8.5 (16.7)                | −6.5 (20.3)                | −3.5 (25.7)                | −0.4 (31.3)                | 7.6 (45.7)                 | 12.5 (54.5)                | 18.2 (64.8)                | 16.4 (61.5)                | 11.4 (52.5)                | 2.7 (36.9)                 | −2.4 (27.7)                | −8.6 (16.5)                | −8.6 (16.5)                |
| 평균 강수량 mm (인치)                          | 60.5 (2.38)                | 57.5 (2.26)                | 91.2 (3.59)                | 79.2 (3.12)                | 93.4 (3.68)                | 184.5 (7.26)               | 177.8 (7.00)               | 176.9 (6.96)               | 107.5 (4.23)               | 55.4 (2.18)                | 55.2 (2.17)                | 36.0 (1.42)                | 1,175.1 (46.25)            |
| 평균 상대 습도 (%)                             | 77                         | 77                         | 76                         | 76                         | 75                         | 80                         | 80                         | 82                         | 82                         | 79                         | 77                         | 75                         | 78                         |
| 출처: China Meteorological Data Service Center |                            |                            |                            |                            |                            |                            |                            |                            |                            |                            |                            |                            |                            |

## 주민
2007년 등록 인구는 46만 3000명이고 성비는 95명이다. 도시 거주자가 전체 인구의 62.4%를 차지한다. 29개의 민족이 거주하고 한족이 다수를 이룬다. 28개의 민족 중 후이족과 만주족이 가장 큰 그룹을 형성하고 있다.

## 교통
상하이 푸둥 국제공항으로부터 96km 떨어져있다.

## 행정 구역
7개 진을 관할한다.
- 진: 城廂鎮, 沙溪鎮, 陸渡鎮, 瀏河鎮, 浮橋鎮, 璜涇鎮, 雙鳳鎮.